# Pligten Kalder
Pligten kalder er en dansk musiktrio, der består af journalisten Torben Steno (elastikoptrukket Optigan-orgel), rocksangeren Johan Olsen kendt fra Magtens Korridorer (vokal) og saxisten Peter Bech-Jessen (klarinet/mezzosopran-sax).
Olsen og Steno dannede Pligten Kalder i 2007, og efterfølgende kom Bech.Jessen med på saxofon og klarinet. Ifølge Steno startede Pligten Kalder som en joke, og deres numre er da også specielle, fx "Tre ældre kvinder på en tom bøssebar i november". Deres første koncert var i Huset i Magstræde i 2007. Senere samme år udkom deres første EP kaldet Pligten Kalder, der blev godt modtaget i musikmagasinet GAFFA.
Den 18. april 2014 udkom gruppens debutalbum med titlen Du Skulle Have Været Der Igår!. Det modtog fire ud af seks stjerner i GAFFA.

## Diskografi
- Pligten Kalder (2007,EP)
- Du Skulle Have Været Der Igår! (2014)